# Ander Capa
Ander Capa Rodríguez (* 8. Februar 1992 in Portugalete) ist ein spanischer Fußballspieler.

## Karriere
Capa begann seine Karriere beim SD Eibar, für den er 2011 erstmals spielte. Von 2012 bis 2014 schaffte er mit Eibar den Durchmarsch von der dritten in die erste Liga.
Zur Saison 2018/19 wechselte er zu Athletic Bilbao.
Anfang August 2023 wechselte er nach 5 Jahren in Bilbao zu UD Levante in die Segunda División.